# 籍田街道
籍田街道，原为籍田镇，是中华人民共和国四川省成都市双流区下辖的一个乡镇级行政单位。2019年12月，撤销籍田镇、大林镇，设立籍田街道，以原籍田镇和原大林镇所属行政区域为籍田街道的行政区域，籍田街道办事处驻东街46号。

## 行政区划
籍田街道下辖以下地区：
回江社区、蔡堰社区、红阳村、清华村、鱼鹤村、粮丰村、铧炉村、五圣村、红碑村、地平村、长征村和西安村。